# Michael Will
Michael Will (* 1968 in Kronach) ist ein deutscher Jurist und Datenschutzexperte und seit dem 1. Februar 2020 Präsident des Bayerischen Landesamtes für Datenschutzaufsicht. 

## Leben und Wirken
Nach dem Studium der Rechtswissenschaft in Würzburg und der Referendarzeit in Bamberg begann Will im Jahr 1995 bei der Regierung von Oberfranken in Bayreuth seine berufliche Tätigkeit als Verwaltungsjurist. 
Danach, ab dem Jahr 1997, war Will zunächst in der Obersten Baubehörde im Bayerischen Staatsministerium des Innern und ab dem Jahr 2000 in der Bayerischen Staatskanzlei tätig. 2002 übernahm Will die Leitung der Abteilung für öffentliche Sicherheit und Ordnung im Landratsamt Landshut.
2006 kehrte Will als Referent im Sachgebiet Straßenrecht in die Oberste Baubehörde im Bayerischen Staatsministerium des Innern zurück.
Im Jahr 2009 wurde Will Leiter des Referats "Datenschutz" im Bayerischen Staatsministerium des Innern, für Sport und Integration. Außerdem war Will in seiner Zeit im Bayerischen Staatsministerium des Innern, für Sport und Integration der behördliche Datenschutzbeauftragte und Mitglied der Datenschutzkommission des Bayerischen Landtages.
Beauftragt vom Bundesrat begleitete Will in den Jahren 2012 bis 2015 die Beratungen der Ratsarbeitsgruppe Datenschutz und Informationsaustausch (DAPIX) zur EU Datenschutz-Grundverordnung (DS-GVO). In dieser Zeit nahm Will außerdem die Aufgaben eines Länderbeobachters im Ausschuss nach Art. 93 der DSGVO wahr.
Am 31. Januar 2020 wurde Will zum Präsidenten des Bayerischen Landesamtes für Datenschutzaufsicht ernannt. Die Amtsperiode von 5 Jahren begann am 1. Februar 2020.